# Redwood (New York)
Redwood statisztikai település az USA New York államában, Jefferson megyében. Lakosainak száma 493 fő (2020. április 1.).

## Népesség
A település népességének változása:

| 2010 | 605 |
| 2020 | 493 |